# Pauvre Bitos ou le Dîner de têtes
Pauvre Bitos ou le Dîner de têtes est une pièce de théâtre de Jean Anouilh créée le 10 octobre 1956 au théâtre Montparnasse-Gaston Baty.
Elle fait partie des Pièces grinçantes avec Ardèle ou la Marguerite, La Valse des toréadors et Ornifle ou le Courant d'air.

## Argument
André Bitos est un fils du peuple devenu substitut du procureur de la République et il a, à ce titre, fait régner la terreur au lendemain de la Libération en devenant un agent cruel. De retour dans sa petite ville de province, il est invité par d'anciens camarades de classe, membres de la bonne société, à un « dîner de têtes » où les convives doivent incarner chacun un personnage de la Révolution française. Bitos sera ainsi Robespierre. Mais cette soirée dissimule un piège : dans un parallèle entre la Terreur, et la Libération, amener Bitos, en l'enivrant, à dévoiler ce qu’il pense réellement de l'Ordre public pour mieux l'humilier et détruire sa carrière.

## Distribution

### Création (1956)
- Michel Bouquet : André Bitos / Robespierre
- Pierre Mondy : Julien / Danton
- Bruno Cremer : Maxime / Saint-Just
- Jean Lagache : Deschamps / Camille Desmoulins
- Jean Martinelli : Brassac / Tallien
- Geneviève Brunet : Lila / Marie-Antoinette
- Isabelle Ehni : Amanda / Mme Tallien
- Charlotte Chardon : Victoire / Lucile Desmoulins
- Christian Lude : Philippe / Le Régent
- Roland Piétri : Vulturne / Mirabeau
- Gabriel Gobin : Charles
- Claude Richard : Joseph
- François Marie : Franz Delanoue
- Alain Dekok : le petit garçon

- Mise en scène : Jean Anouilh et Roland Piétri
- Décors et costumes : Jean-Denis Malclès

### Reprise authéâtre de Paris(1967)
- Michel Bouquet : André Bitos / Robespierre
- Jacques Dannoville : Julien / Danton
- François Timmerman: Maxime / Saint-Just
- Hugo Nauze : Deschamps / Camille Desmoulins
- Jean Martinelli : Brassac / Tallien
- Anne Carrère : Lila / Marie-Antoinette
- Marie Chantraine : Amanda / Mme Tallien
- Charlotte Chardon : Victoire / Lucile Desmoulins
- Henri Poirier : Philippe / le père jésuite
- Roland Piétri : Vulturne / Mirabeau
- Marcel Champel : Charles
- Claude Richard : Joseph
- Patrick Chesnais : Franz Delanoue
- Francis Menzio : le petit garçon

- Mise en scène : Jean Anouilh et Roland Piétri
- Décors et costumes : Jean-Denis Malclès

### Reprise authéâtre Hébertot(2024)
- Maxime d'Aboville : André Bitos / Robespierre
- Etienne Ménard  : Julien / Danton
- Adrien Melin: Maxime / Saint-Just
- Adel Djemai : Deschamps / Camille Desmoulins
- Adina Cartianu : Lila / Marie-Antoinette
- Sybille Montagne et Paloma Duchesne : Victoire / Lucile Desmoulins
- Francis Lombrail : Vulturne / Mirabeau
- Mise en scène : Thierry Harcourt

## Commentaire
À sa sortie, la pièce a connu une critique largement négative.
Jeanyves Guérin précise : « Les critiques de gauche lui reprochent surtout d’avoir fait le procès de la Résistance. Car il a fait en sorte que Bitos soit passé par un maquis. » Pour Max Favalelli, il est le « Ravachol de l’art dramatique ». Plus politique, Guy Leclerc écrit dans L'Humanité qu’« il défend la mémoire de Pétain avec le langage de Poujade ». Le critique du Populaire le taxe de « misanthropie partisane ». Jacques Duclos avait proclamé que la haine des traîtres était « sacrée ». « La haine, tranche Georges Lerminier, est une médiocre muse. » « Qu’en sens inverse, Roger Nimier, Marcel Aymé et Jean Dutourd, les auteurs des Épées, d’Uranus et d’Au Bon Beurre, et les critiques de L’Aurore, de Rivarol et d’Aspects de la France apportent leur soutien à la pièce, n’arrange pas les affaires de notre auteur. »
Cela n'a pas empêché un succès public avec 308 représentations.